# Дружба (Камистинський район)
Дру́жба (каз. Дружба) — село у складі Камистинського району Костанайської області Казахстану. Адміністративний центр та єдиний населений пункт Дружбинської сільської адміністрації.
Населення — 154 особи (2021; 462 у 2009, 834 у 1999, 1276 у 1989).